# Brückelsee
Der Brückelsee ist ein Freizeitgewässer im Oberpfälzer Seenland. Mit einer Ausdehnung von 145 ha ist er nach dem Steinberger See der größte See in der Region. Die maximale Tiefe liegt bei 45 Metern. Genutzt wird er hauptsächlich für den Segelsport. Vom Murner See ist er durch einen Damm getrennt. Naturräumlich liegt der See in der Bodenwöhrer Senke, die zur Bodenwöhrer Bucht gehört.

## Geschichte
Vor der Rekultivierung zu einem rege genutzten Freizeitgewässer war der Brückelsee zusammen mit dem Murner See eine Abbaustätte für Braunkohle. Diese wurde, wie im gesamten Abbaugebiet, dem heutigen Oberpfälzer Seenland, üblich, im Tagebau gewonnen. Die Abtrennung der beiden Seen zu Brückel- und Murner See erfolgte im Nachhinein durch das Aufschütten eines Dammes mit Abraummaterial. Die Flutung der ehemaligen Braunkohlegruben (im gesamten Oberpfälzer Seengebiet) erfolgte durch das ansteigende Grundwasser, nachdem die Wasserhaltung Schritt für Schritt eingestellt wurde, und dauerte rund zwei Jahrzehnte.
Obwohl der Brückelsee als Grundwassersee keine direkten Zuflüsse besitzt, ist die Wasserqualität sehr gut. Bisher ist kaum pflanzliches Wachstum (Algen, Schilf oder ähnliches) und nur geringer Fischbestand vorhanden, da aufgrund von Auswaschungen der pH-Wert des Wassers im sauren Bereich (5,2) liegt. In den letzten Jahren ist eine zunehmende Ansiedlung von Pflanzen, Fischen und Vögeln zu beobachten.

## Tauchsport
Mit einer Tiefe von bis zu 45 Metern bietet der Brückelsee Tauchanfängern und auch technischen Taucher interessante Tauchgänge. Viele Unterwasser-Bäume, zahlreicher Pflanzenbewuchs, aber auch Felsbrocken bilden die Unterwasserlandschaft. Die Sichtweiten unter Wasser schwanken zwischen 0,2 m und 8 m.

## Bildergalerie

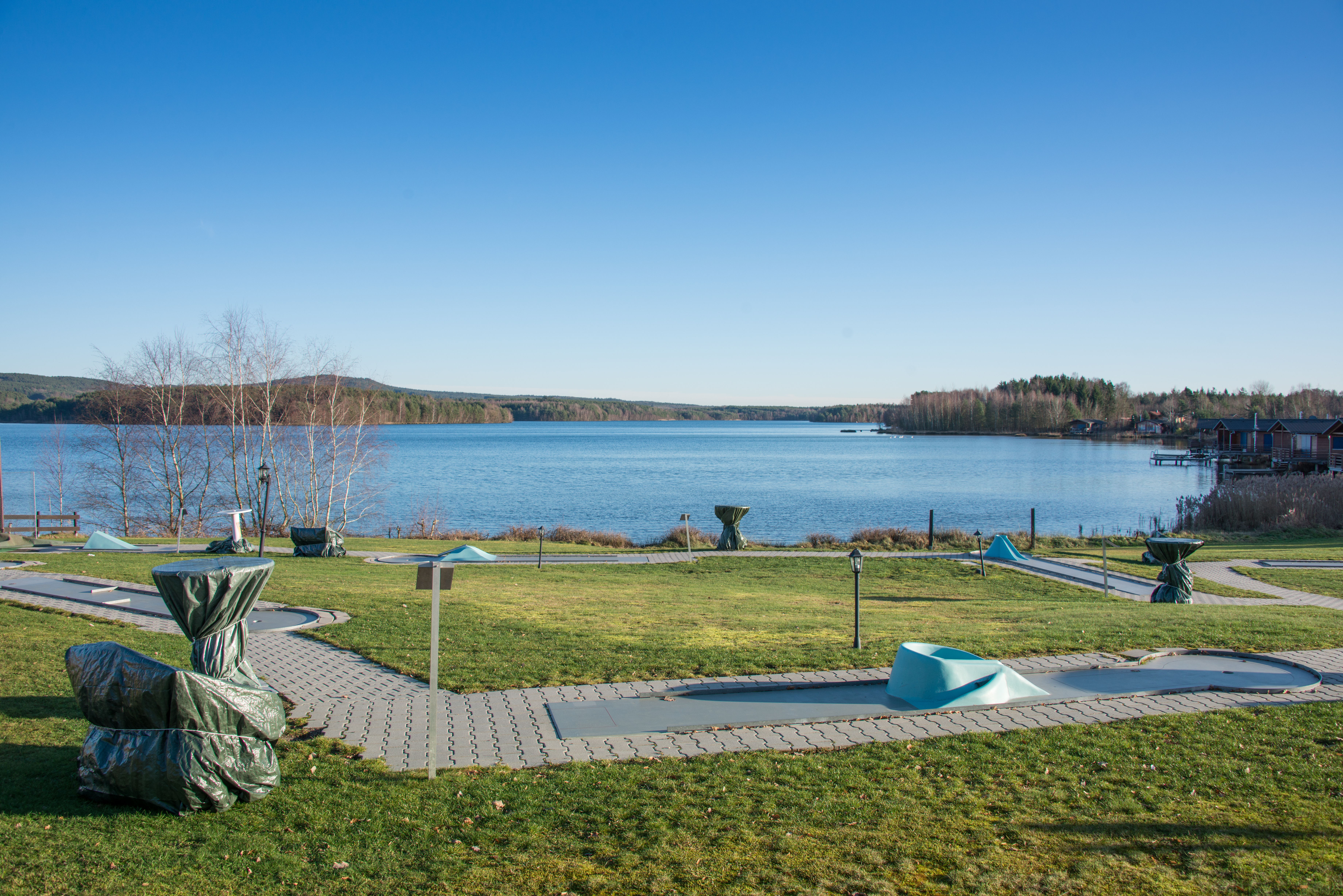
Brückelsee
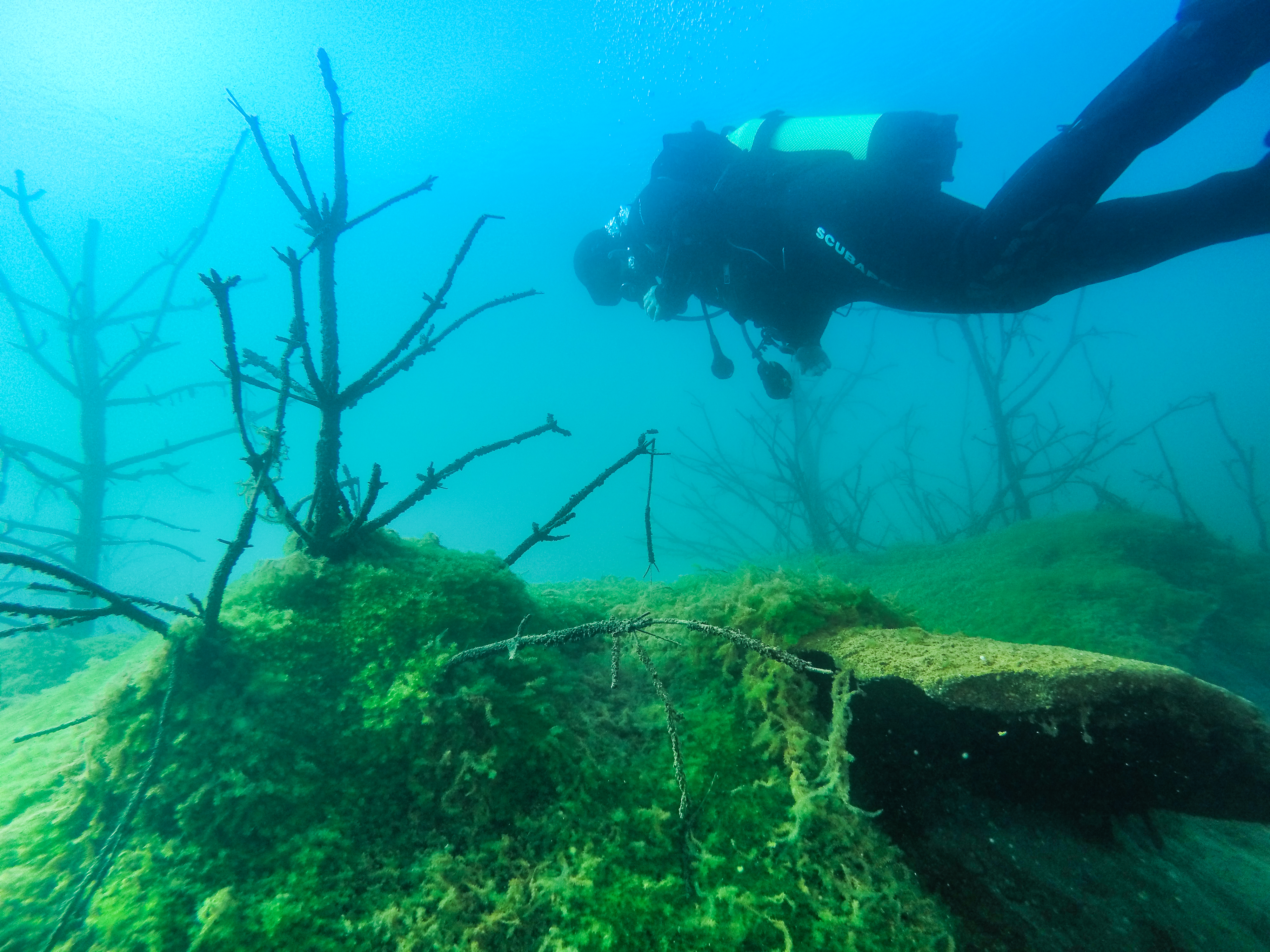
Brückelsee